# Eutane terminalis
Eutane terminalis är en fjärilsart som beskrevs av Walker 1854. Eutane terminalis ingår i släktet Eutane och familjen björnspinnare. Inga underarter finns listade i Catalogue of Life.